# HD103877
HD103877 — хімічно пекулярна зоря спектрального класу A7, що має видиму зоряну величину в смузі V приблизно  6,8.
Вона  розташована на відстані близько 321,7 світлових років від Сонця.